# Вилла Бонкомпаньи-Людовизи
Вилла Бонкомпаньи-Людовизи (итал. Villa Boncompagni Ludovisi) — историческое здание в районе Людовизи — XVI районе (Rione) Рима. Здание часто называют «Вилла Аврора» (Villa Aurora) или «Кази́но дель Аврора» (Casino dell’Aurora), по фреске живописца болонской школы Гверчино в главном зале приёмов с изображением древнеримской богини утренней зари Авроры.

## История виллы
Дворец представляет собой сохранившийся остаток более крупного загородного дома, основанного в XVI веке кардиналом Франческо Мария дель Монте (1549—1627). Кардинал был дипломатом, интеллектуалом, знатоком искусства, меценатом и коллекционером произведений искусства, покровителем таких известных деятелей итальянской культуры, как учёный Галилео Галилей и живописец Караваджо. В одном из небольших залов дворца находится единственная когда-либо созданная Караваджо плафонная роспись, выполненная маслом по штукатурке, «Юпитер, Нептун и Плутон» (1597), которая с помощью образов, заимствованных из классической мифологии, отражает одно из увлечений кардинала: алхимию, а именно алхимическую триаду Парацельса. Юпитеру соответствуют сера и воздух, Нептуну — ртуть и вода, Плутону — соль и земля. Узнать каждую фигуру можно по её животному: Юпитера по орлу, Нептуна по гиппокампу, Плутона по трёхглавому псу Церберу.
В 1621 году кардинал дель Монте продал виллу и её обширные земли Людовико Людовизи, чей дядя Алессандро Людовизи принял папство в начале того же года под именем Григория XV. Кардинал расширил собственность, пока не создал парк площадью около тридцати гектаров между Порта Пинчиана, Порта Салария и монастырём Сант-Исидоро, постройки которого были спроектированы Доменикино, с садами (предположительно созданными знаменитым французским мастером Андре Ленотром), о которых писатель Генри Джеймс заметил в «Портрете мест» (1883):
«Конечно, в Риме нет ничего лучше, а может быть, и ничего столь прекрасного… Внутри есть всё: тёмные проспекты, веками вырезанные ножницами, долины, просеки, рощи…»
В конце XVII века владения рода Людовизи унаследовал род Бонкомпаньи. Отсюда двойная фамилия, которую носили их потомки. Художественные сокровища семейства Бонкомпаньи-Людовизи, столетиями вызывавшие восхищение приезжавших в Рим иностранцев, в XX веке перешли во владение Итальянского государства и ныне доступны для обозрения в Палаццо Альтемпс в центре Рима.
В 1883 году князья Бонкомпаньи-Людовизи разделили и продали собственность. Из исторических зданий виллы остались только Казино, фасад и лестница бывшего Палаццо Гранде, последнее теперь скрыто Палаццо Маргарита XIX века после того, как оно было приобретено итальянским государством в качестве резиденции для королевы Италии Маргариты Савойской. Ныне в нём находится посольство США в Италии.

## Казино дель Аврора
Часть Палаццо Гранде: «Кази́но дель Аврора» площадью 2200 квадратных метров и небольшой участок земли остались во владении семьи Людовизи. Небольшое здание получило название по фреске живописца болонской школы Гверчино в главном зале приёмов с изображением древнеримской богини утренней зари Авроры. Помимо работ Караваджо и Гверчино, в здании находятся значительные произведения искусства работы Помаранчо, Микеланджело, коллекция древнеримских и древнегреческих артефактов.
Другое Казино «Аврора» с фреской Гвидо Рени, изображающей богиню Аврору, находится также в Риме, в Палаццо Паллавичини-Роспильози.

## Галерея

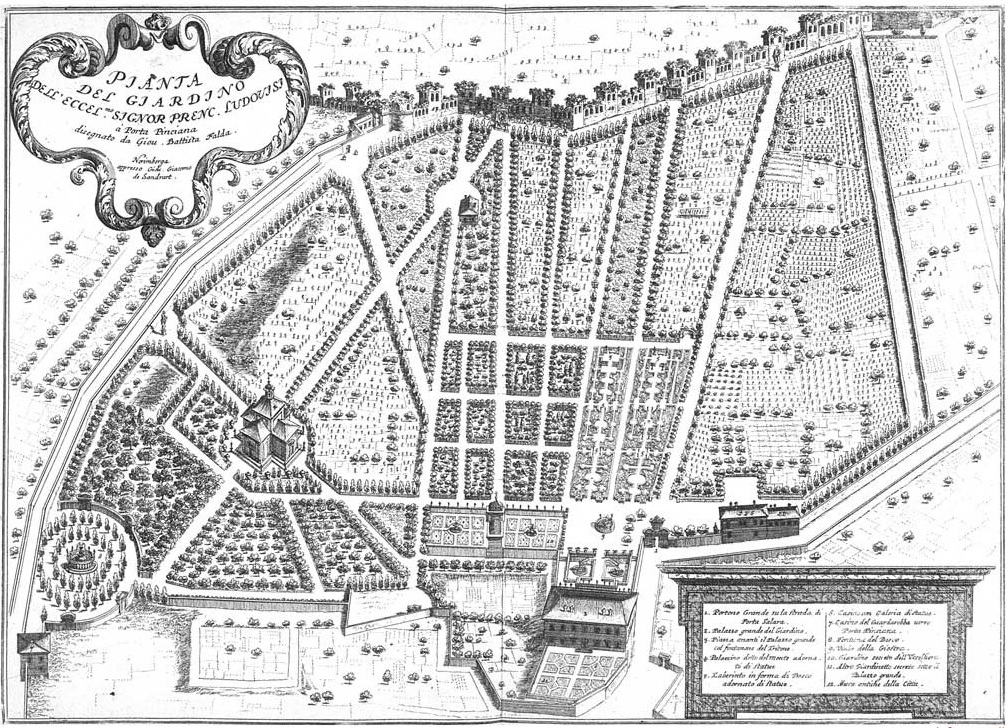
Сады Людовизи в Риме. Карта 1683 г.
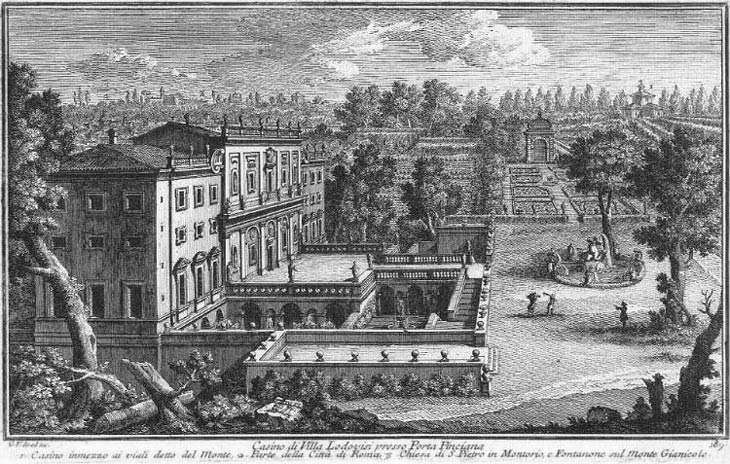
Дж. Вази. Казино дель Монте в Риме. 1761. Офорт
Караваджо. Юпитер, Нептун и Плутон. Роспись плафона виллы Людовизи. 1597. Штукатурка, масло
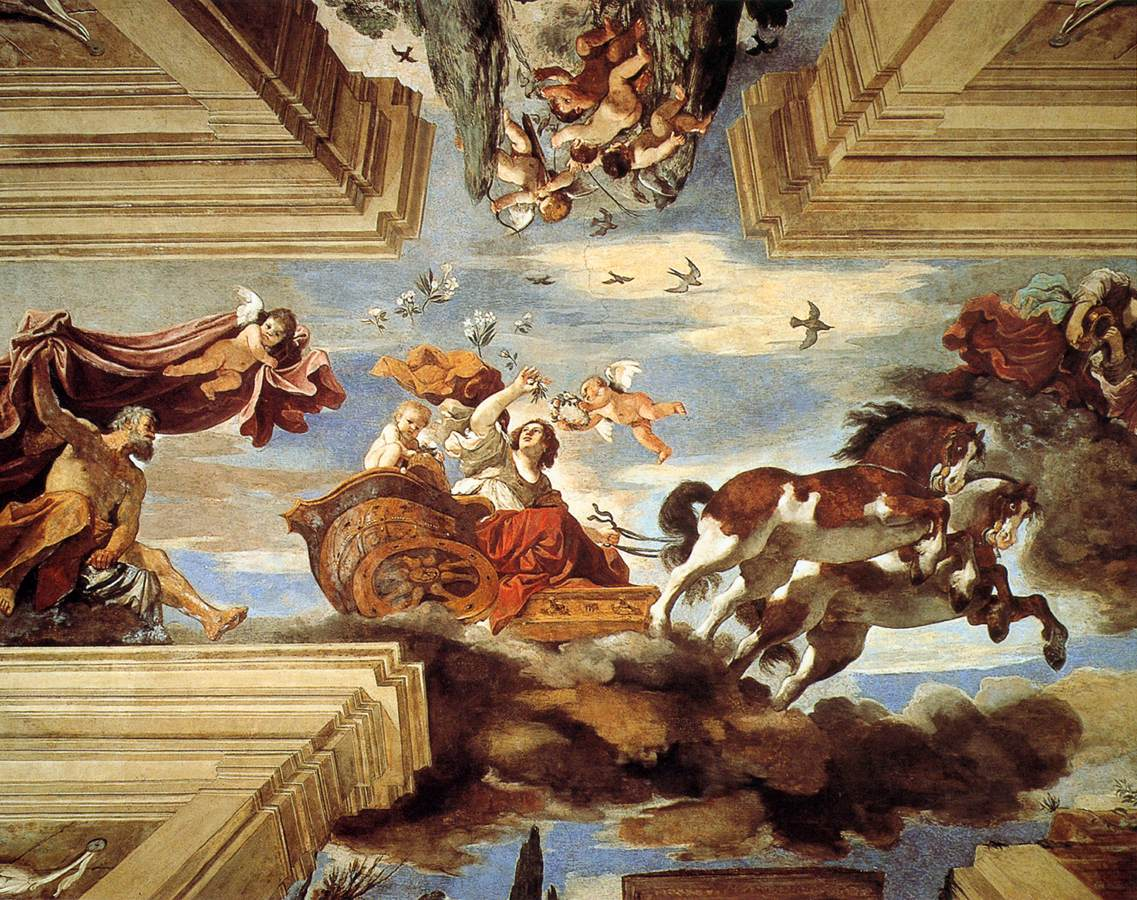
Гверчино. Аврора. 1621. Фреска плафона казино Людовизи
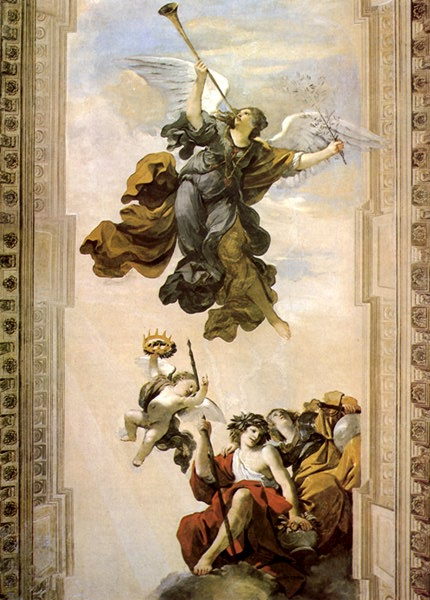
Гверчино. Слава, честь и доблесть. 1621. Tемпера. Казино Людовизи
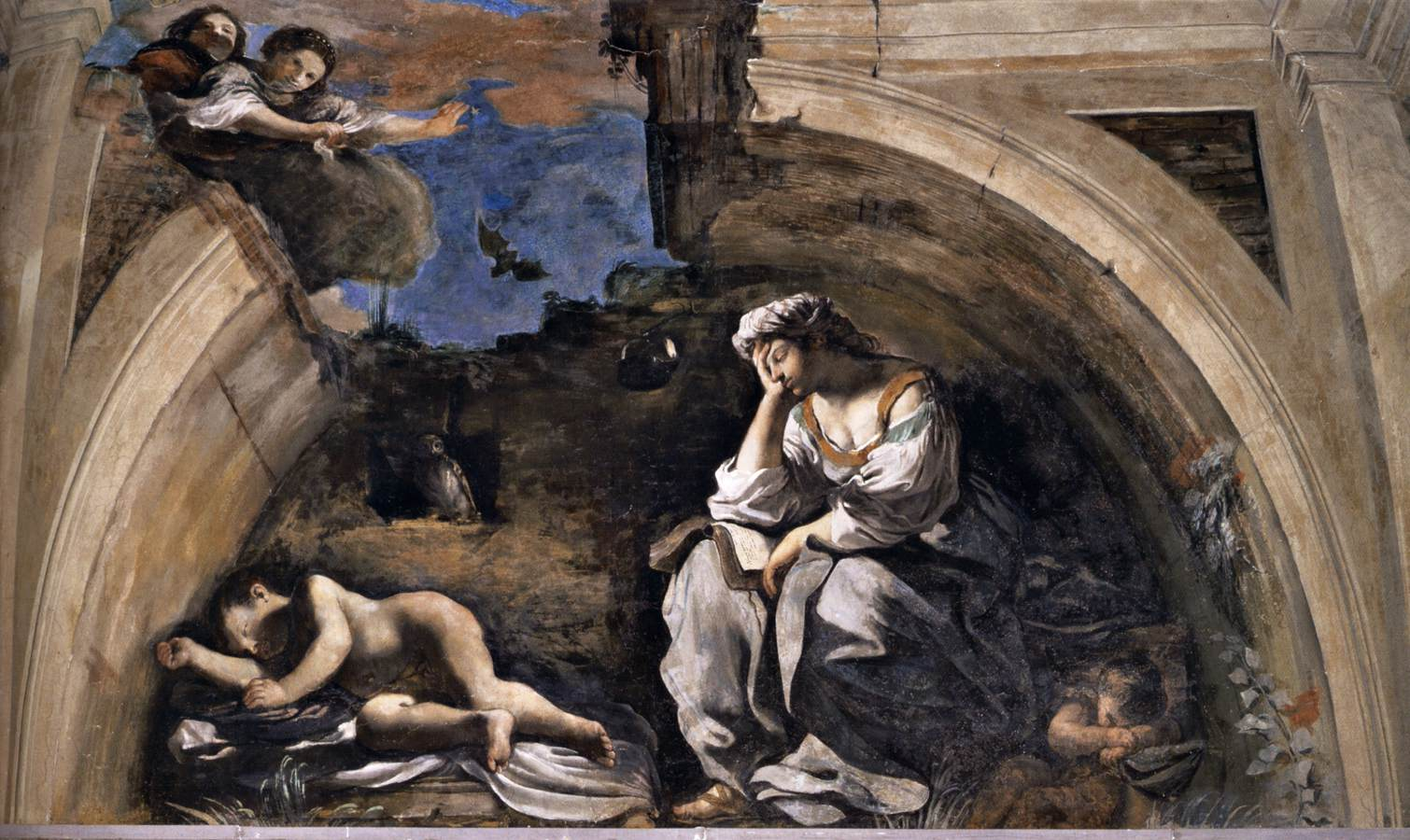
Гверчино. Ночь. 1621. Tемпера. Казино Людовизи